# Lista de presidentes da Câmara Municipal de Bragança
Presidentes da Câmara Municipal de Bragança desde 1910:
| Presidente                             | Início do Mandato | Fim do Mandato | Notas |
| Júlio Soares da Rocha Pereira          | 1910              | 1911           | Presidente da Comissão Municipal Electiva Republicana                                                            |
| Augusto Moreno                         | 1912              | 1913           | Presidente da Comissão Municipal Administrativa                                                                  |
| Carlos Alberto de Lima e Almeida       | 1914              | 1917           | Presidente da Comissão Municipal Administrativa                                                                  |
| Adrião Martins Amado                   | 1918              | 1918           | Presidente da Comissão Municipal Administrativa                                                                  |
| José Cardoso Figueira                  | 1918              | 1918           | Presidente da Comissão Municipal Administrativa                                                                  |
| António Luís de Castro Moreira         | 1918              | 1919           | Presidente da Comissão Municipal Administrativa                                                                  |
| Olímpio Artur de Oliveira Dias         | 1920              | 1921           | Presidente da Comissão Executiva da Câmara Municipal                                                             |
| João Carlos de Sá Alves                | 1923              | 1926           | Presidente da Comissão Executiva da Câmara Municipal                                                             |
| Manuel Miranda Branco                  | 1926              | 1929           | Presidente da Comissão Municipal Administrativa                                                                  |
| Salvador Nunes Teixeira                | 1929              | 1932           | Presidente da Comissão Municipal Administrativa                                                                  |
| Teófilo Maurício Constantino de Morais | 1933              | 1936           | Presidente da Comissão Municipal Administrativa                                                                  |
| João Carlos de Sá Alves                | 1936              | 1938           | Presidente da Comissão Executiva da Câmara Municipal                                                             |
| Francisco José Martins Morgado         | 1938              | 1942           | Presidente da Comissão Municipal Republicana                                                                     |
| Manuel António Pires                   | 1942              | 1950           | Presidente da Comissão Administrativa                                                                            |
| Herculano Boaventura de Azevedo        | 1951              | 1951           | Presidente da Comissão Municipal Administrativa (em substituição)                                                |
| José Maria Lopes                       | 1951              | 1953           | Presidente da Comissão Municipal Administrativa                                                                  |
| António Augusto Pires                  | 1953              | 1954           | Presidente da Comissão Municipal Administrativa                                                                  |
| Adriano Augusto Pires                  | 1954              | 1967           | |
| Alberto Eugénio Vaz Pires              | 1967              | 1969           | |
| Abílio Machado Leonardo                | 1969              | 1970           | |
| Francisco Diogo Fernandes              | 1971              | 1974           | |
| Manuel Maria Ferreira Rodrigues        | 1974              | 1975           | |
| José Luís Pinheiro                     | 1975              | 1990           | |
| Luís Francisco da Paula Mina           | 1990              | 1998           | |
| António Jorge Nunes                    | 1998              | 2013           | |
| Hernâni Dinis Venâncio Dias            | 2013              | 2024           | Renunciou para assumir o mandato de deputado à Assembleia da República, eleito pelo PSD, no círculo de Bragança. |
| Paulo Jorge Almendra Xavier            | 2024              | presente       | Anterior vice-presidente da Câmara, assumiu a presidência até ao final do mandato 2021-2025.                     |